# Rodolphe Monty
Rodolphe Monty (30 novembre 1874, Montréal, Québec, Canada - 1er décembre 1928, Saint-Hyacinthe, Québec, Canada), est un avocat et homme politique québécois. Il a été bâtonnier du Québec.

## Origine et formation
Rodolphe Monty est le fils de Jacques Monty, un marchand, et d'Adèle Beauchemin,.
Il étudie d'abord à l'Université Laval (possiblement l'Université Laval à Montréal), avant de s'inscrire à l'Université McGill, où il obtient une licence en droit,. En 1897, Rodolphe Monty devient membre du Barreau du Québec,.

## Carrière professionnelle
Rodolphe Monty pratique le droit à Montréal. Après avoir complété son stage de clerc, Rodolphe Monty ouvre un cabinet d'avocats en partenariat avec Alfred Duranleau au début des années 1900. C'est en 1912 ou 1913 que Monty et Duranleau acceptent la candidature de Maurice Duplessis afin qu'il puisse compléter sa cléricature auprès des deux avocats. En mai 1921, le cabinet double en volume lorsque les avocats Howard S. Ross et Eugène-Réal Angers se joignent à Monty et Duranleau, formant ainsi la société Monty, Duranleau, Ross & Angers, active de 1921 à 1927,.
En 1909, Rodolphe Monty est créé Conseiller du roi et est admis au sein du Conseil privé de la Reine pour le Canada le 21 septembre 1921,.
En mai 1928, Rodolphe Monty est élu bâtonnier du Barreau de Montréal. La même année, toujours en mai, Rodolphe Monty est également élu bâtonnier du Québec. À la suite de son décès qui survient le 1er décembre suivant, Rodolphe Monty devient le premier bâtonnier québécois à mourir en fonction. C'est Henri Gérin-Lajoie, le fils d'Antoine Gérin-Lajoie, qui le remplace à titre de bâtonnier du Québec, de décembre 1928 à mai 1929.

## Carrière politique
Membre du Parti conservateur du Canada et proche allié du premier ministre Arthur Meighen, Rodolphe Monty est nommé au sein du cabinet Meighen en tant que Secrétaire d'État du Canada en septembre 1921 alors qu'il n'est pas encore un député,,. Il se présente ainsi aux élections fédérales canadiennes de 1921, tenues le 6 décembre suivant, dans la circonscription de Beauharnois en tant que candidat conservateur. Rodolphe Monty est battu le jour du scrutin par le député sortant, le libéral Louis-Joseph Papineau, à 5147 votes contre 3272. Rodolphe Monty tente à nouveau sa chance lors des élections fédérales canadiennes de 1925 en se présentant comme candidat conservateur dans la circonscription Laurier—Outremont. Au décompte des votes, Rodolphe Monty se voit encore battu, cette fois par le candidat libéral Joseph-Alexandre Mercier, à 12 889 voix contre 10 105. Après cette défaite, Rodolphe Monty met définitivement un terme à ses tentatives d'entrer au parlement canadien.

## Vie privée et décès
Le 6 juin 1899, Rodolphe Monty épouse Eugénie Dorval à Saint-Césaire,. Deux enfants sont connus du couple : Henri Monty, qui deviendra avocat comme son père, et Paul Monty. La sœur de Rodolphe Monty, Laure Monty, a épousé l'associé de Monty, Alfred Duranleau, le 22 août 1898,.
Rodolphe Monty est décédé le 1er décembre 1928, à l'âge de 54 ans.

## Hommages et distinctions

### Titre honorifique
- Conseiller de la reine[10]

### Titre de civilité
- Monsieur le bâtonnier[11]

#### Droit
- Avocat, Juriste
- Droit au Québec, Droit civil
- Histoire du droit au Québec, XIXe siècle en droit au Québec, XXe siècle en droit au Québec
- Système judiciaire du Québec, Loi du Québec
- Barreau du Québec, Bâtonnier du Québec
- Barreau de Montréal, Districts judiciaires du Québec
- Code civil du Bas-Canada, Code criminel du Canada